# Antilabe
Die Antilabe (altgriechisch ἀντιλαβή ‚Haltegriff‘, metaphorisch „Einwendung“) ist die Verteilung eines Sprechverses im Drama auf zwei oder mehrere Personen in meist unvollständigen Sätzen, wodurch eine deutliche Dynamisierung des Dialogs erreicht wird. Trotz dieser Aufteilung wird dabei das Versmaß gewahrt. Eine Antilabe ist praktisch die Steigerung einer Stichomythie (Wechsel der sprechenden Figur von Zeile zu Zeile), da hierbei dieser Wechsel sogar innerhalb einer Verszeile stattfindet. Die Antilabe wird oft im Schriftbild dadurch kenntlich gemacht, dass der zweite (und gegebenenfalls dritte etc.) Teil eingerückt wird.
Ein Beispiel für eine Antilabe findet sich in Goethes Faust II (1. Akt), wo die fünf Hebungen des Blankverses auf drei Redeabschnitte verteilt sind. Zur Verdeutlichung sind die betonten Silben hier durch Fettdruck hervorgehoben:
| Mephistopheles | Die Mütter sind es! |         |                    |
| Faust          |                     | Mütter! |                    |
| Mephistopheles |                     |         | Schaudert’s dich?' |

Ein weiteres Beispiel aus Richard Wagners Meistersingern (I 3):
| Kothner      | Nikolaus Vogel? – Schweigt? |              |              |
| Ein Lehrbube |                             | Ist krank.   |              |
| Kothner      | Gut’ Beßrung dem Meister!   |              |              |
| Die Meister  |                             | Walt’s Gott! |              |
| Der Lehrbube |                             |              | Schön’ Dank! |